# Jean Callies (homme d'affaires)
Pour les articles homonymes, voir Jean Callies (homonymie) et Callies.
Jean Callies, né le 28 juin 1886 à Brest et mort le 4 janvier 1961 dans le 17e arrondissement de Paris est un ingénieur et homme d'affaires français.

## Biographie

### Famille et formation
Jean Callies est né le 28 juin 1886 à Brest du mariage de Jacques Callies et de Marie Aussedat,.
Il sort diplômé de l'École centrale Paris en 1909.
Le 5 septembre 1920, il épouse — à Orcines dans le Puy-de-Dôme — Marguerite Michelin, fille d’Édouard Michelin et de Marie-Thérèse Wolff.

### Carrière professionnelle
A sa sortie de Centrale Paris, il effectue son service militaire dans l'artillerie et puis reste sous-lieutenant de réserve en 1911. Lors de la Première Guerre mondiale, il sert comme lieutenant puis capitaine (1915) d'artillerie et est blessé à 4 reprises.
Dès 1922, Jean Callies est directeur d'une usine Michelin à Clermont-Ferrand. Il dirige ensuite les Papeteries Aussedat,,
Le 21 janvier 1939, Jean Callies est nommé administrateur de la société informatique Bull dont il prend la présidence le 4 mars 1939, il assure la direction de l'entreprise durant l’absence de son frère du 26 septembre 1944 au 1er mars 1945.
Il meurt le 4 janvier 1961 dans le 17e arrondissement de Paris.

## Distinctions et décorations
- Officier de la Légion d'honneur (décret du 28 décembre 1928)[3];
  -  Chevalier de la Légion d'honneur (nommé le 6 juin 1916)[6].
- Croix de guerre 1914–1918 avec 7 citations dont 3 à l'ordre de l'armée[3],[6].
- Chevalier de l'ordre des Saints-Maurice-et-Lazare, nommé le 8 août 1918[6].

## Pour approfondir